# Niente lacrime per la signorina Olga
Niente lacrime per la signorina Olga è il primo romanzo giallo di Elda Lanza, pubblicato da Salani nel 2012.

## Trama
Il commissario di polizia Max Gilardi indaga sulla morte di una signorina ultraottantenne trasferitasi da nove anni in una zona decente della periferia milanese.
L'anziana e riservata Olga Giannini forse è stata uccisa durante un furto in casa sua da dove sembra sparito solamente un quadro di incerto valore. Nel piccolo condominio di Via Worktz 227 (indirizzo di fantasia) da quel momento sembrano accadere fatti inspiegabili ed intrecciarsi complesse trame.

## Edizioni
- Elda Lanza, Niente lacrime per la signorina Olga, Salani, 2012, ISBN 978-88-6256-766-4.